# 1982年波兰抗议
1982年波兰抗议是指1982年内团结工会领导的一系列反政府街头示威，示威的目的是纪念格但斯克协议两周年。最严重的流血冲突发生在波兰西南部的鲁宾镇。造成三名示威者死亡。

## 全国范围的抗议
1982年8月31日，波兰66个城市发生示威，其中18个发生在西南部的下西里西亚省。冲突不仅发生在中心城市，如华沙、克拉科夫、什切青、弗罗茨瓦夫、罗兹和格但斯克，省级城市如热舒夫、科沙林、凯尔采、普热米日尔、琴斯托霍瓦、别尔斯科-比亚瓦、大波兰地区戈茹夫和小城镇，如斯塔拉霍维采、鲁宾镇、克宁镇。官方报告称有65个地方发生了抗议活动。在弗罗茨瓦夫，团结工会主要活动区之一，数千人与防暴警察和士兵之间发生了数小时的冲突。27岁的示威者Kazimierz Michałczyk被子弹击毙。另外格但斯克的32岁的示威者Piotr Sadowski、来自 Nowa Huta 的Mieczysław Joniec和来自托伦的 Jacek Osmański也是受害者。另一名受害者是 35 岁的 Stanisław Raczek，他在凯尔采的抗议活动中遭到毒打，于9月7日死亡。在凯尔采，约有4000人在大教堂前示威，防暴警察使用催泪瓦斯和警棍。在科沙林的主要集市广场，大约有3000人游行，他们被警察驱散。 在西北部城市戈尔佐夫·维尔科波尔斯基，大约有5000人在大教堂前集会。示威演变成骚乱，持续数小时，其中14辆警车被毁，24名警察和5名示威者受伤，200人被拘留。

## 鲁宾事件
1981年8月31日，下西里西亚省的鲁宾镇。在当地的自由广场发生了集会，下午3点，人们放置了一个用鲜花做成的十字架，并举起了一面小横幅。人们高唱波兰国歌，然后高呼：“打倒军政府”、“释放那些被拘留的人”、“雅鲁泽尔斯基是民族的叛徒和杀人犯”、“打倒共产主义”、“释放莱赫·瓦文萨”等。 30分钟后，2000人的人群被80人的防暴警察部队包围。作为回应，愤怒的抗议者高呼：“猪”、“土匪”、“盖世太保”、“勃列日涅夫的奴才”。人们试图搭建路障，但没有成功。他们被催泪瓦斯袭击并驱散。
下午4点，来自莱格尼察的一排防暴警察（ZOMO）出现在鲁宾街上，袭击了抗议者。军官们手持AK-47突击步枪，并指向示威者。
与此同时，示威者在得知两名同事的死讯后，更加愤怒。更多的人加入了抗争，骚乱一直持续到晚上22点30分，来自绿山城的另一个ZOMO连、来自克罗斯诺的一个排士兵和三辆水炮车到了鲁宾镇。9月2日和3日，共有1323名警察参与了行动，镇上又爆发了新的骚乱。8月31日，鲁宾镇共有3名示威者被射杀，受伤人数不详（其中6人被子弹击中）。约有300人被捕。
镇压结束后，安全部队立即开始销毁证据。8月31日至9月1日晚上，街道被仔细清洁，所有的炮弹和子弹都被带走进行分析。9月2日，当局下令修复受损建筑物——更换破损的窗户，墙壁上的子弹痕迹用石膏覆盖。尽管大屠杀的目击者的证词一致，但调查还是草草结束。